# كريستين أولسون
كريستين أولسون (بالإنجليزية: Kirsten Olson)‏ هي متزلجة فنية وممثلة أمريكية، ولدت في 20 أكتوبر 1991 ببورنسفيل في الولايات المتحدة.

## أعمال

### أفلام
- (2005) أميرة الثلج[3][4]

## وصلات خارجية
- كريستين أولسون على موقع الاتحاد الدولي للتزلج (الإنجليزية)

- كريستين أولسون على موقع IMDb (الإنجليزية)
- كريستين أولسون على موقع قاعدة بيانات الفيلم (الإنجليزية)